# Міжнародний республіканський інститут
Міжнародний республіканський інститут (англ. International Republican Institute, МРІ) — неприбуткова, безпартійна міжнародна організація, яка працює над утвердженням  свободи та демократії в усьому світі.
МРІ був заснований у квітні 1983 року як неприбуткова та непартійна організація, що задекларувала своєю місією «просування демокраїни та свободи. Ми поєднуємо людей з їхньою владою, допомагаємо політикам бути більш відповідальними до громадян та мотивуємо людей брати активнішу участь у політичних процесах». 
МРІ допомагає політичним партіям діяти більш конкретно та відповідально, підтримуючи участь громадян у розробці державної політики, та сприяючи збільшенню ролі соціально маргіналізованих верств населення, включно з жінками та молоддю, у політичному процесі.
У 2016 році МРІ був визнаний «небажаною організацією» в Росії.
У 2018 році сенатор США від штату Аризона Джон Маккейн, після 25 років служби у якості Голови Правління поінформував Правління МРІ про складання своїх повноважень та рекомендував сенатора США від штату Аляска Дена Саллівана у якості наступника.

## Діяльність
Міжнародний республіканський інститут з 1994 року МРІ розпочав співпрацю з Україною для просування належного врядування, зміцнення державних і громадських інститутів та об’єднання зусиль у країні на етапі перехідної демократії.
Зосереджуючи свою діяльність на регіональному та місцевому рівнях, МРІ працює з місцевими партійними осередками, громадськими організаціями та органами місцевого самоврядування по всій території країни в рамках програм, що фінансуються Міністерством закордонних справ та торгівлі Канади (Global Affairs Canada), Національним фондом на підтримку демократії та Агентством США з міжнародного розвитку. 
Основні напрямки роботи:
- Розвиток багатопартійних політичних систем
- Розбудова демократичного врядування
- Розширення можливостей і прав жінок
- Підтримка ініціативи громадянського суспільства
- Молодіжне лідерство
- Зміцнення виборчих процесів
- Вивчення громадської думки

### «Жіноча Демократична Мережа»
«Українська жіноча демократична мережа» – це горизонтальна регіональна мережа, що об’єднує понад 300 активних жінок-лідерок, чинних депутаток і посадових осіб органів місцевого самоврядування з усіх куточків України із представницями органів державної  влади задля просування спільних інтересів та утвердження рівних прав і можливостей жінок і чоловіків.
Всеукраїнська громадська організація «Українська жіноча демократична мережа» як частина Жіночої демократичної мережі (Women`s Democracy Network) і складова глобальної ініціативи Міжнародного республіканського інституту розпочала свою роботу в Україні на початку 2017 року. 
В Україні Мережа функціонує на принципах самоорганізації ініціативних жінок задля зміцнення їх лідерського потенціалу та поліпшення статусу жінок в суспільно-політичному житті країни та своїх громад. Мережа покликала забезпечити «спільний голос» для представництва інтересів жінок у політичних структурах, а також забезпечити зв’язок між сьогоднішніми та майбутніми жінками-лідерками в Україні за допомогою навчальних і менторських програм, обміну досвідом і кращими практиками.
Пріоритетні напрямки діяльності Мережі:
- сприяння консолідації жінок у політиці шляхом створення в органах місцевого самоврядування депутатських груп, спрямованих на відстоювання інтересів жінок у політичних структурах і досягнення гендерної рівності;
- забезпечення достримання гендерного балансу в органах влади та місцевого самоврядування шляхом лобіювання гендерних квот у партійних статутах та виборчому законодавстві, що передбачає звернення до партійних лідерів, народних депутатів і комітетів Верховної Ради із закликом дотримуватися гендерних квот та встановити відповідальність для партій за порушення даного принципу.